# Xã Winslow, Quận Washington, Arkansas
Xã Winslow (tiếng Anh: Winslow Township) là một xã thuộc quận Washington, tiểu bang Arkansas, Hoa Kỳ. Năm 2010, dân số của xã này là 1.333 người.